# Рик Јанг
Винг-Вах Јунг (енгл. Wing-Wah Yung; рођен 1944. у Куала Лумпуру, Малезија), познатији као Рик Јанг (енгл. Ric Young), енглески је глумац.
Познат по улогама кинеског агента у филму о Џејмсу Бонду Само двапут се живи, те зли Као Кан у филму Стивена Спилберга Индијана Џоунс и уклети храм, господин Ченг у серији Ноћни човек и др Џанг Ли у ТВ серији Алијас.